# 櫛田英俊
櫛田 英俊（くしだ ひでとし）は、日本の実業家。クオリアート代表取締役。日本国内や、海外で多数の展覧会の開催事業を取り行う人物である。

## 経歴
『日本の美術展』を毎年開催。2011年より2023年までウェディングドレスデザイナーの桂由美を審査員に迎えていた。
2018年には、スイス・ジュネーブの国際連合欧州本部にて大規模な展覧会を開催。NHK、読売新聞、朝日新聞などに取り上げられた。
2019年、展覧会『日本美術』を開催。
2022年には、ロンドンのマル・ギャラリーズにて展覧会『MINERVA2022』を開催。同年、フランスにて開催した『ダ・ヴィンチとの邂逅』に実行委員長として挨拶をした。同展には、ダ・ヴィンチ・パーク館長であるフランソワ・サンブリも参加した。
RBA特別評議員。